# ジョガドール
『ジョガドール』は、テレビ岩手で放送されていたスポーツ番組である。

## 司会
いずれもテレビ岩手のアナウンサー。後に別の部署へ転属した人物や退社した人物も含む。
- 平井雅幸（マサ平井、1994年 - 1998年）
- 加藤浩（1998年 - 1999年）
- 岩瀬弘行（1999年 - 2000年）
- 平田純子（1999年 - 2000年）
- 青山美保 - 一時期ジョガールとして出演。

## 内容
岩手県内各地のサッカースポーツ少年団を訪問し、彼らの活動を紹介。そして番組独自のミニゲームを行い、その記録で競わせていた。土曜日の夕方の30分枠。
ゲーム内容は年度によって異なり、リフティングの回数を競うゲームから、サッカー版「ストラックアウト」（サッカーボールによる的抜きゲーム）、ドリブルやボウリングのピン倒しのタイムレース（Tサンダー）などがあった。年末特番では順位を発表していた。また、1996年には2人の謎の覆面サッカー選手（ジョガーズ赤・青）が参入し、子供たちとサッカー対決をしていた。1997年にはジョガーズが5人になり、フットサル対決などを行っていた。この頃より、サッカー以外のスポーツで活躍する少年たちにスポット当てたコーナー「Jミート」も行うようになった。
1994年からは平井雅幸が司会を務めていたが、1998年に平井が『5きげんテレビ』で多忙になったなどの理由により、司会担当を加藤浩に変更。さらにその1年後には岩瀬弘行と平田純子にバトンタッチし、県内で活躍する高校生などを紹介する番組になった。

## テレビ岩手以外で放送の同名番組
系列局の青森放送や秋田放送でも、同じタイトルの番組が独自に制作・放送されていた。